# Ordine al Merito della Repubblica di Cipro
L'Ordine al Merito della Repubblica di Cipro è un ordine cavalleresco cipriota.

## Classi
L'Ordine dispone delle seguenti classi di benemerenza:
- Gran Croce
- Gran Commendatore
- Commendatore
- Ufficiale
- Cavaliere

## Insegne
- Il nastro è bianco con una striscia verde per ciascun lato.